# Aida Overton Walker
Aida Overton Walker (Richmond, Virginia, 14 de febrero de 1880 - Nueva York, 11 de octubre de 1914) fue una popular cantante y bailarina de vodevil estadounidense, conocida como "La reina del cakewalk". Era esposa de George Walker, también conocido intérprete de comedia.

## Trayectoria
Trasladada a Nueva York desde muy joven, en 1895 se incorporó a los "John Isham’s ", una de las más populares compañías ambulantes de minstrel de la época, pasando poco después a integrarse en la compañía estable "Black Patti Troubadours", donde obtuvo gran proyección. En 1898 se une al dúo de actores cómicos Bert Williams & George Walker, con quienes aparece en todas sus obras, entre 1899 y 1907, ejerciendo además de coreógrafa de las mismas. 
Tras la muerte de George Walker, en 1911, Aida actuó en solitario, aunque en poco tiempo pasó a formar parte, como coprotagonista, de los espectáculos de H. Dudley ("His honor the barber", el más conocido). Obtuvo su mayor fama con su papel en la obra "Salomé", producida por Oscar Hammerstein I, que representó en varias temporadas. Ejerció igualmente de coreógrafa para la famosa obra de Bob Cole, Joe Jordan, y J. Rosamond Johnson, "The red moon" (1908).
A su fallecimiento, con sólo 34 años, por insuficiencia renal The New York Age publicó un obituario en primera plana, en el que definía a Aida como "la mejor exponente del entretenimiento limpio y refinado".